# Villa Ca' Moro
Villa Ca' Moro, citata anche più semplicemente Ca' Moro o villa Moro, è un edificio storico sito a Ca' Moro, località del comune di San Bellino, in provincia di Rovigo. Parte di un complesso di una grande corte agricola, che comprende il corpo centrale della villa stessa, i fabbricati di servizio e, al margine della recinzione in muratura, la cappella gentilizia. intitolata alla Beata Vergine della Salute in uso anche agli abitanti dell'abitato, racchiude le caratteristiche della villa veneta, di quella rustica e della tipica casa padronale polesana ad uso delle famiglie nobili che qui soggiornavano sporadicamente come residenza vacanziera.
Caratterizzata principalmente da un'impostazione neoclassica, con massiccio corpo cubico, sviluppato su tre piani, che presenta sulla facciata principale una doppia scala d'accesso che conduce al piano nobile, fu commissionata dalla famiglia Moro, del Patriziato veneziano, e sorse nel XVII secolo pur se l'attuale aspetto deriva dai lavori di ristrutturazione del secolo successivo, nei pressi del Canalbianco, importante arteria fluviale di comunicazione.